# Brychotherium
Brychotherium — вимерлий рід гієнодонтових ссавців родини Teratodontidae. Скам'янілості знайдено в Єгипті. Описано 3 види: Brychotherium atrox, Brychotherium ephalmos, Brychotherium ethiopica.